# Малоэтажное жильё

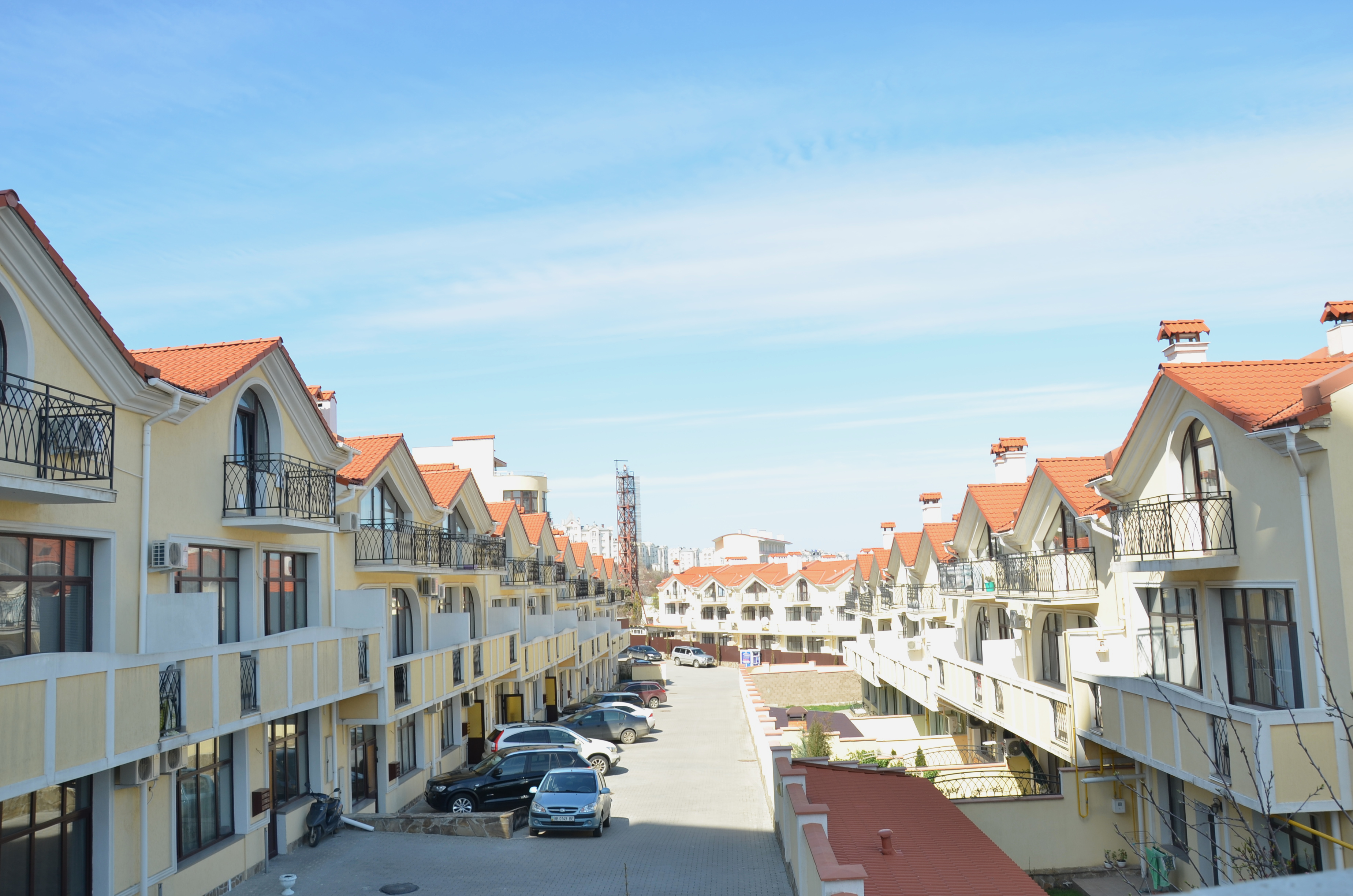
Улица Степаняна, Севастополь

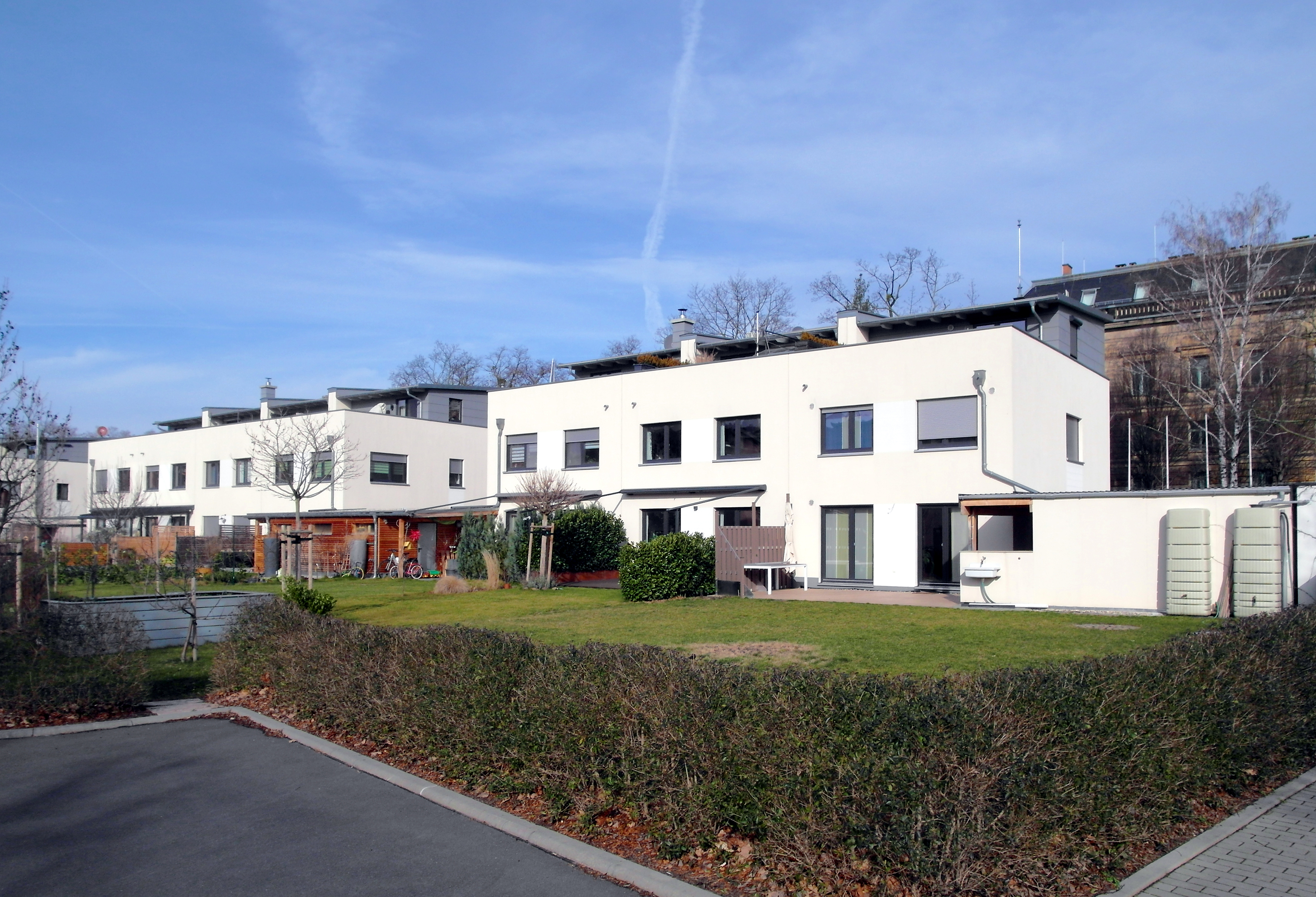
Фабрицештрассе, Дрезден

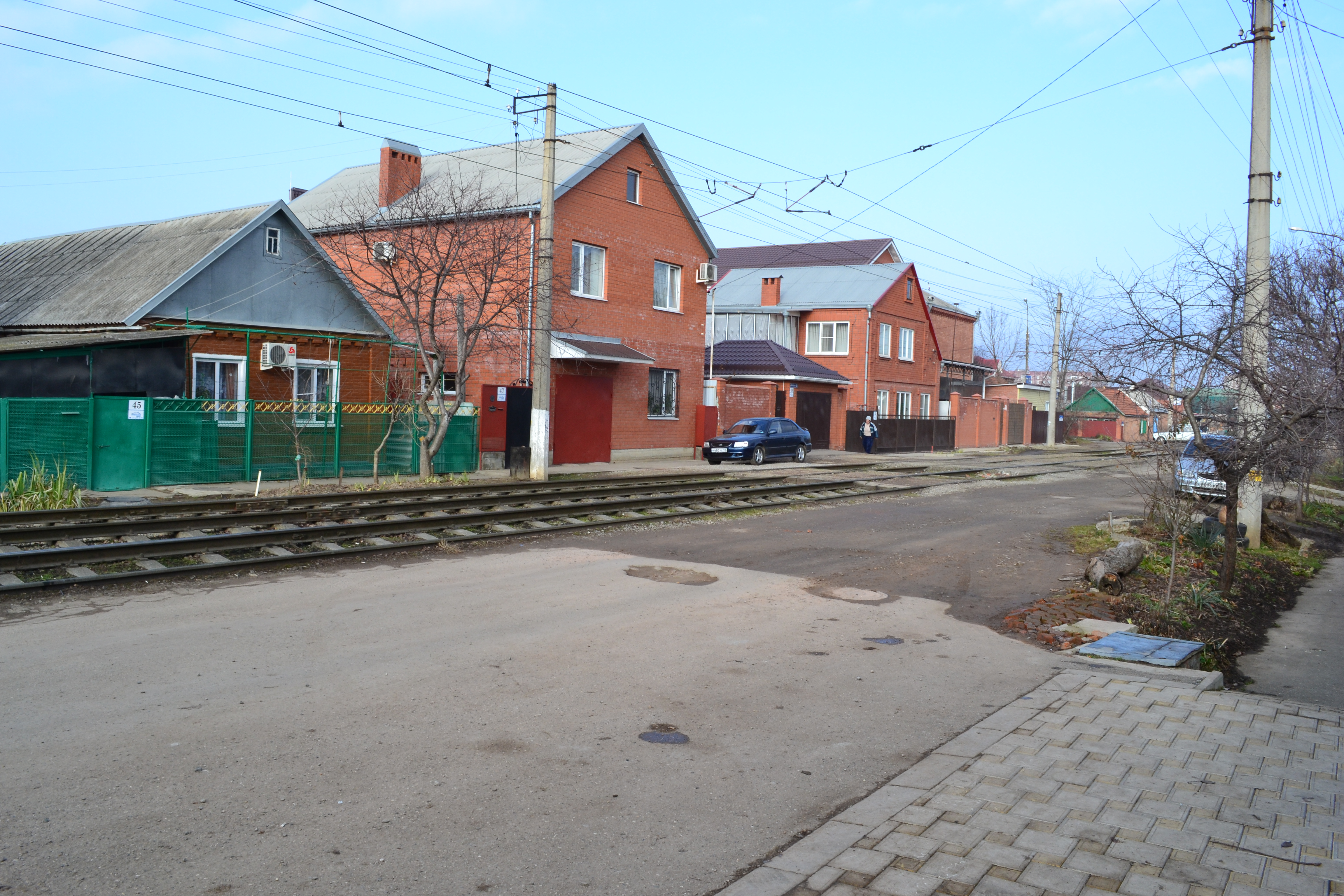
Дома частного сектора в Краснодаре

Малоэтажное жилье — это многоквартирные дома, таунхаусы, дуплексы и коттеджи, высота которых не превышает в большинстве случаев 2-3 этажей. Отличие таких зданий — это отсутствие лифтовых шахт и  мусоропровода.
Есть три формата «малоэтажки»:
- Индивидуальные постройки от одного до трёх этажей, к ним относятся коттеджи и усадьбы. У них, как правило, есть участок земли, который в некоторых случаях может в несколько раз превышать площадь застройки.
- Таунхаусы — дома с небольшим участком земли на двух-трех хозяев.
- Многоквартирная малоэтажная застройка — многосекционные дома от трёх до пяти этажей высотой.

## Технологии малоэтажного строительства
При строительстве гражданских зданий применяются различные технологии: каркасная, панельная, монолитная и сборно-монолитная; для кирпичных и блочных (на основе ячеистых бетонов: газобетон, пенобетон) зданий — технология ручной кладки несущих стен, для деревянных — технология рубленых бревенчатых стен, и т. д. Все более широкое распространение получают системы быстровозводимых (полнокомплектных) зданий из лёгких деревянных и металлических конструкций. К решению возводить дома с несущим каркасом пришли еще в начале 20 века с изобретением энергоэффективных материалов и развитию промышленности. В художественной литературе данные события очень хорошо описаны в книге нашей соотечественницы Анны Зиновьевны Розембаум взявшей псевдоним Айн Рэнд, роман называется "Источник". С приходом новых технологий малоэтажное строительство начало набирать внушительные обороты в связи с тем что сроки строительства сокращались, а цены на нужные строительные материалы снижались.

## Малоэтажное жильё в США
Малоэтажное домостроение (92 % всех домов), является основным видом домостроения США. Ежегодно в США строится свыше 17 млн новых домов и квартир, более половины из которых — малоэтажные дома на одну или две семьи. Средняя площадь дома на одну семью в США составляет 148 м2. Рост спроса на дома на одну семью в США опережает рост предложений данного вида домов на 22 % и это несмотря на то, что за 28 лет, с 1980 г. до 2008 г., цены на жильё в США выросли в 4 раза. С 2005 г. цены на жильё стали снижаться темпами около 12 % в год, а к 2008 г. снижение цен достигло 21 %. Основная технология малоэтажного домостроения в США является деревянно-каркасной.
В США отсутствует единая система стандартов на гражданское строительство. Практически все города или территориальные образования имеют собственные правила и законы о строительстве (Construction COD). Но базовые нормы и правила сложились на практике. Нормой является минимальная высота потолков 8 футов, что соответствует 2,4 метра. Часто применяется высота 9 футов (2,7 метра). Минимальные размеры комнат определяются исходя из местных норм, но меньше чем 8 x 8 футов (2,2 x 2,4 метра) комнат, как правило, не бывает. В многоквартирных домах очень часто можно встретить кухню без окна. Сильно варьируются нормы установки водопровода и электрических систем домов. Например, вся электрическая проводка в штате Иллинойс осуществляется только в металлических трубах, а в соседнем штате Висконсин разрешено устанавливать незащищённые электрические провода.

## Малоэтажное жилье в СССР
Малоэтажная застройка была распространенным вариантом решения жилищной проблемы в послевоенном СССР. Во многих городах и посёлках возводились целые кварталы малоэтажных сталинских домов по типовым проектам. Наиболее распространенными были двухэтажные многоквартирные дома на 8—18 квартир, также строились трехэтажные дома и индивидуальные или спаренные коттеджи. Дома имели облегченную конструкцию, не требовали применения строительной техники и могли возводиться силами немецких военнопленных и советских заключенных. Популярное прозвище такого жилья — «немецкие дома», в Петербурге распространено название «немецкие коттеджи». 30 таких домов было построено на Щемиловке (для завода «Большевик»), 150 — западнее проспекта Стачек (для «Кировского завода», Лесного порта и завода имени Марти, ныне «Адмиралтейские верфи»), 135 — в Старой и Новой Деревнях. По 70 зданий — на Большой Охте и в Удельной.
Строительство сталинских малоэтажных домов было прекращено во второй половине 1950-х годов, когда на замену им пришли массовые пятиэтажные хрущёвки.

## Малоэтажное жильё в России
В целом, малоэтажная застройка является одним из оптимальных форматов для всех участников рынка. «По социологическим опросам, большинство граждан отдает предпочтение именно малоэтажному строительству», — отметил Владимир Путин на совещании в Новом Ступино. На малоэтажное жилье приходится 52 % от общего объема жилищного строительства в РФ. Относительная доля ввода малоэтажного жилья за последние 20 лет увеличилась более чем в 7 раз. По прогнозам Правительства РФ, этот показатель должен был быть в 2015 г. не менее 60 %, а в 2020 г. — около 70 %. Была поставлена цель вернуться к нормальной плотности населения на 1 гектар — 8 тыс. человек, как это было в 1970 году.
Девелоперам этот формат интересен из-за высокой скорости строительства, для расширения продуктовой линейки и минимизированного, по сравнению с высотной застройкой, количества согласований. Ведь согласно ст. 49 Градостроительного кодекса, экспертиза проектной документации капитального строительства не проводится для малоэтажных объектов.
Однако несмотря на очевидные преимущества малоэтажного строительства, такие проекты редко бывают масштабными и не всегда соответствуют понятию доступного жилья. Это связано с целым рядом причин:
- возведение крупных малоэтажных проектов даже в 20‒40 км от МКАД достаточно затратно для девелоперов ввиду высокой стоимости земли и подключения к коммуникациям. Поэтому обычно застройщики выбирают не эконом, а форматы бизнес и премиум-классов.
- только в последние годы покупатели эконома стали активно рассматривать предложения в проектах, удаленных от Москвы. Это связано как со стоимостью московского жилья, так и с общей экологической и транспортной ситуацией в городе.
- строительство малоэтажных объектов на удалённых территориях требует больших затрат на социальную, инженерную и транспортную инфраструктуру.

### Ипотека на малоэтажное жильё
Ипотека не так распространена на рынке «малоэтажки», как на рынке городского жилья. Главное отличие ипотечных программ по приобретению загородного жилья в большинстве случаев проявляется в величине первоначального взноса. Чтобы получить кредит на загородный дом, в большинстве случае надо вложить на 10 % больше собственных средств, чем при покупке в кредит квартиры — от 40 до 50 %.
Кредиты на приобретение и строительство коттеджей и таунхаусов предлагает большое количество федеральных банков: Альфа-Банк, Банк Москвы, Банк Сосьете Женераль Восток (БСЖВ), Барклайс Банк, банк «Возрождение», ВТБ 24, Газпромбанк, Банк Интеза, КредитЕвропа Банк, банк «Московское ипотечное агентство» (МИА), Нордеа Банк, Банк «Россия», Россельхозбанк, Сбербанк, Связь-Банк, банк «Уралсиб», ЮниКредит Банк.
Продукт АИЖК «Малоэтажное жилье» распространяется только на те территории малоэтажной застройки, которые прошли аккредитацию АИЖК. Сегодня в АИЖК аккредитовано около 70 подобных площадок по всей России, в том числе «Новое Ступино», «Суханово», «Покровский-2», «Павлово-2» в Подмосковье, «Экодолье» в Оренбурге, «Приазовье» в Ростовской области, «Загородный клуб» в Татарстане.
Банки выдают кредиты и под объекты в неаккредитованных посёлках, однако делают это менее охотно. Первоначальный взнос при непрозрачности проекта может быть повышен до 50 % стоимости — с целью минимизации рисков банка.